# Storia della metropolitana di Londra
La storia della metropolitana di Londra comincia seguendo un processo di evoluzione abbastanza graduale. Verso la metà dell'Ottocento, una prima linea ferroviaria veniva utilizzata per trasportare i passeggeri attraverso la città. Spesso si fa riferimento al tunnel di nome Atlantic Avenue, nella città statunitense di New York, come al "tunnel della metropolitana più antico del mondo". Ad ogni modo, tale tunnel, inaugurato nel 1844, non disponeva di stazioni come oggi e soprattutto copriva lunghe distanze come se fosse un comune treno.

## Gli inizi della costruzione

### Disegni primari
Nella prima metà del XIX secolo, l'Inghilterra ha conosciuto un rapido e intenso sviluppo delle linee e del traffico ferroviario che si muoveva, in maniera particolare, verso il centro nevralgico del Paese, ovvero Londra. Ad ogni modo, moltissimi dei capolinea erano collocati a diversi chilometri dal centro cittadino e talvolta addirittura più lontani dalla periferia.

Negli anni trenta dell'Ottocento furono stanziati dei fondi per costruire la cosiddetta New Road ("Nuova Strada" in italiano, oggi corrispondente a Euston Road e Marylebone Road). Il governo inglese colse l'occasione per dare vita ad un progetto di costruzione di una ferrovia protetta lungo il corso del fiume Fleet e della sua vallata. Nel 1844 furono avanzati tantissimi progetti e suggerimenti per far fronte al crescente traffico che restava bloccato nelle arterie principali della città, ma soltanto pochi furono presi in considerazione e la maggior parte veniva scartata senza troppe discussioni.

Nel 1851, successivamente alla Grande Esposizione, venne avanzata una nuova idea circa il piano di costruzione della linea lungo la valle del fiume Fleet: un ampliamento della distanza fra le linee ferroviarie che convogliava a Paddington. Tale stazione aveva il difetto piuttosto notevole di essere la più lontana dalla città e uno dei capolinea più distaccati. Quando poi questa idea innovativa ma piena di complicazioni iniziò a concretizzarsi, la situazione toccò il fondo con il completamento della linea di Birmingham.
Sulle prime si pensò di chiamare questo nuovo sistema di trasporto come Bayswater, Paddington and Holbourn Bridge Railway ma, senza alcun indugio, il nome fu rapidamente sostituito con l'espressione più efficiente di North Metropolitan Railway ("Ferrovia metropolitana settentrionale"). Nel 1853 si tennero svariate riunioni. Finalmente, il 7 agosto del 1854, i progetti di unione di questa nuova linea alle altre furono approvati e il complesso venne definito Metropolitan Railway (abbreviato con MetR).

## Cambiamenti seguenti

### Dopo la prima guerra mondiale
Dopo la fine della prima guerra mondiale, una commissione parlamentare raccomandò una sola autorità di traffico per coprire tutta Londra al fine di eliminare la "nociva e acuta concorrenza", servizi carenti e tariffe assai elevate. La carica di ministro dei Trasporti è stata creata nel 1919 e la discussione sulla questione di un'autorità unica ha continuato per un decennio. Nel 1929, Herbert Morrison, il ministro del Lavoro dei Trasporti, ha lavorato con il presidente del gruppo Underground, il signor Ashfield, per produrre una soluzione accettabile al problema dei trasporti.
Nel 1933 venne istituito un ente pubblico chiamato London Passenger Transport Board, e ben presto diventò conosciuto più comunemente con l'abbreviazione: "London Transport" (LT). Il Gruppo Metro, il Ferroviario Metropolitano e tutti i bus e tram sono stati inseriti nel Consiglio, un'organizzazione simile portata e scopo di Transport for London di oggi.
Il London Transport mise in moto un sistema per l'espansione della rete, il New Works Programme 1935-1940. Si trattava di piani per estendere alcune linee, di assumere la gestione di altri dalle principali linee imprese ferroviarie, e per elettrificare l'intera rete. L'espansione procedette piuttosto rapidamente. I disegni dell'architetto Charles Holden nella stazione sono una caratteristica notevole di queste estensioni. Un certo numero di regimi di estensione erano in corso sulle linee Northern e Central allo scoppio della seconda guerra mondiale nel 1939, che hanno portato alla loro interruzione o abbandono.

### Dopo la seconda guerra mondiale
Il bombardamento di Londra durante la guerra e in particolare il blitz hanno portato all'utilizzo del maggior numero di stazioni della metropolitana come rifugi antiaerei. Sono state utilizzate anche stazioni chiuse e le sezioni non ancora terminate della nuova linea. I rifugi erano ben adatti al loro scopo, ma alcune stazioni potrebbero ancora essere violate da un colpo diretto, un piccolo numero di attacchi ha fatto risultato in grave perdita della vita, in particolare a Balham e Bounds Green nel mese di ottobre 1940 e Bank nel gennaio 1941. Un disastro ancora peggiore è stato un incidente con la folla alla stazione incompiuta di Bethnal Green nel marzo 1943.
Così come rifugi pubblici, stazioni e le sezioni della linea sono stati dati altri usi simili:
Un tratto incompiuto della proroga Central Line, tra Redbridge e Gants Hill, è stato trasformato in una fabbrica di aeroplani sotterranea.
La stazione chiusa di Brompton Road fu usata come un centro di controllo antiaereo.

## Sviluppi seguenti alla seconda guerra mondiale

### Nazionalizzazione dei trasporti
Il Trasporto di Londra è stato nazionalizzato a partire dal 1º gennaio 1948. È stato ribattezzato con l'appellativo di "Trasporto Esecutivo di Londra" ed è stato posto sotto l'autorità della Commissione dei Trasporti Britannici (BTC). Questo organo amministrativo ordinò la ricostruzione di massima priorità delle sue principali linee ferroviarie, da poco nazionalizzate, e la manutenzione della metropolitana. Buona parte dei progetti incompiuto del New Works Programme (mandato avanti tra il 1935 e il 1940) è rimasta da parte o addirittura posticipata a data indeterminata.
Il BTC priorità la ricostruzione delle sue principali linee ferroviarie, che erano anche state nazionalizzate, della manutenzione della metropolitana. La maggior parte dei progetti incompiuti del programma New Works 1935-1940 sono state accantonate o posticipate. Le estensioni di linea centrale a est ea ovest di Londra ha aperto alla fine del 1940, ma questa era l'unica vera realizzazione del BTC in termini di espansione della rete, e la maggior parte di questo era già stato completato al momento della BTC prese il sopravvento.
Il BTC ha curato il completamento della elettrificazione della rete. Nel 1948 la maggior parte del sistema è stato eseguito utilizzando treni elettrici. È stato solo gli avamposti lontani la Central Line e la Metropolitan Line che le locomotive a vapore ancora necessari. L'elettrificazione della linea centrale è stata completata il 18 novembre 1957, quando il Epping-Ongar sezione è stata elettrificata. E l'elettrificazione della linea Metropolitan è stata completata nel mese di agosto 1960. London Transport completamente ritirato locomotive a vapore da servizi di trasporto passeggeri, il 9 settembre 1961, quando British Rail (BR) ha ripreso le operazioni del Metropolitan Line tra Amersham e Aylesbury. Locomotive a vapore continuò ad essere usato sui treni della metropolitana di ingegneria su alcune sezioni della superficie del Metropolitan Line fino al 1971, parecchi anni dopo a vapore erano stati eliminati sulla rete BR.
La BTC è stata abolita nel 1963 e il Ministero dei Trasporti ha creato una scheda separata per eseguire i trasporti di Londra. Questo periodo ha visto la costruzione della linea Victoria pianificato con cura su un allineamento nord-sud-ovest sotto il centro di Londra che ha contribuito ad assorbire gran parte del traffico supplementare causato dalla espansione dopo la guerra. È stato progettato in modo che quasi tutte le stazioni lungo la sua lunghezza consentita interscambio con altre linee, e fu la prima linea della metropolitana di utilizzare il funzionamento automatico del treno (ATO) su tutto il percorso.
Tra il 1970 e il 1984, dei trasporti di Londra è stato gestito dalla Greater London Council (GLC). Nel 1977, la Piccadilly Line è stato esteso da Hounslow all'aeroporto di Heathrow.

### Jubilee Line
La Jubilee Line è una linea terminata quasi al termine del Novecento ed è stata chiamata così per celebrare il Silver Jubilee di Elisabetta II, cioè i suoi primi 25 anni di regno. Tale snodo ferroviario fu ultimato nel 1977, ma non aprì fino a due anni dopo nel 1979. Nella progettazione e nella costruzione iniziale era conosciuta come Fleet Line, dato che era stata prevista per affiancare gran parte del fiume Fleet a Londra. Alla fine degli anni novanta è stata deviata dal percorso originale attraverso la stazione di Charing Cross a un nuovo tunnel che passa per Westminster e Docklands fino a Stratford nell'area orientale di Londra. Le stazioni sulla Jubilee Line sono particolarmente spaziose ed eleganti, ognuna progettata da un architetto importante.
I servizi di gestione della Metropolitana di Londra affermano che la North Greenwich Station sia "sufficientemente grande da contenere 3.000 autobus a due piani o un transatlantico "Queen Mary" all'interno delle sue mura."
La Stazione di Canary Wharf è più grande in termini di volume di One Canada Square, una delle torri enormi che domina la zona di Docklands, costruita sul fondo di un ex-bacino che fu prosciugato e sigillato per questo scopo. Canary Wharf è anche noto ai più per essere stata la prima stazione della metropolitana di Londra ad aver ospitato una celebrazione di matrimonio, nel 2003. Tutte le piattaforme tra North Greenwich e Westminster incorporano barriere automatizzate lungo le piattaforme progettate per ridurre al minimo la resistenza al vento del treno e per ridurre anche il rumore; inoltre, fungendo da protezione lungo il bordo, queste barriere sono una prevenzione contro l'alto rischio di suicidi.
Non si prevede attualmente di estendere la loro installazione al resto della linea o il resto del sistema. Queste stazioni comprendono ascensori per facilitare l'accesso a tutte le parti del complesso e sono state le prime stazioni sul sistema di Londra ad essere completamente accessibile ai disabili.

### London Regional Transport (LRT)
Nel 1984, il governo conservatore di Margaret Thatcher rimosse il London Transport dal controllo del GLC e lo sostituì con il London Regional Transport (LRT) - una società legale per la quale il Segretario di Stato per i trasporti è direttamente responsabile. Il governo prevede di modernizzare il sistema, pur tagliando i sussidi dai contribuenti e contribuenti, allo stesso tempo. Come parte di questa strategia London Underground Limited (LUL) è stato istituito nel 1985, una consociata interamente controllata della LRT, al funzionamento della rete per conto della LRT. Questo ha reso la rete metropolitana di Londra un unico soggetto per la prima volta.

### Partenariato pubblico-privato
Negli anni 2000 il governo Blair trasferì il servizio delle infrastrutture della metropolitana ad aziende private tramite un partenariato pubblico-privato, pur lasciando la proprietà ad enti pubblici. La politica si rivelò molto controversa, trovando forte opposizione dal commissario dell'impresa pubblica locale Transport for London e dal sindaco socialista Ken Livingstone, con la critica che il progetto costituiva il passo precedente alla privatizzazione totale. Nonostante le battaglie legali degli oppositori, il progetto fu completato. Dopo pochi anni le due ditte private fallirono, Transport for London acquisì le aziende fallite e la metropolitana tornò in pieno controllo pubblico.